# 彌榮自動車
彌榮自動車株式会社（やさかじどうしゃ）は、京都市に本社を置くタクシー会社。京都を中心に近畿地方・関東地方でタクシー、バスなどを経営するヤサカグループの中核企業である。

## 概要
彌榮自動車本体としてはタクシー・ハイヤー事業および賃貸ビル不動産事業などを行っている。当社を含むグループ16社でタクシー・観光バス・路線バスなど7業種を運営する。シンボルマークは1974年に制定された三つ葉のクローバー。
設立は1945年（昭和20年）9月21日。源流は大正時代にさかのぼり、創業は1917年（大正6年）5月としている。この年、「営業用自動車鑑札」第一号・第二号の認可により京都市下京区でハイヤー業を開始。京都で一番の老舗タクシー会社である、としている。
彌榮自動車本社は京都市下京区に所在。本社社屋の設計は建築家の富家宏泰による。

## 社名の由来
社名の「彌榮」は、「ますます」を意味する「彌」と、栄えるを意味する「榮」から成る縁起のよい社名である。

## 事業
彌榮自動車本体としての事業について記す。

### タクシー・ハイヤー事業
グループ全体約1,400台のうち、彌榮自動車本体所属の車両は552台、営業所は4か所。

#### 営業所
彌榮自動車では営業所を「営業センター」と称する。
- 本社、中央営業センター（京都市右京区中堂寺櫛笥町）
- 西五条営業センター（京都市右京区西院六反田町）
- 山科営業センター（京都市山科区西野山階町）
- 上堀川営業センター（京都市北区大宮北ノ岸町）
- 自動車サービスセンター（京都市右京区西院春栄町） - 自動車整備工場

#### 四つ葉タクシー

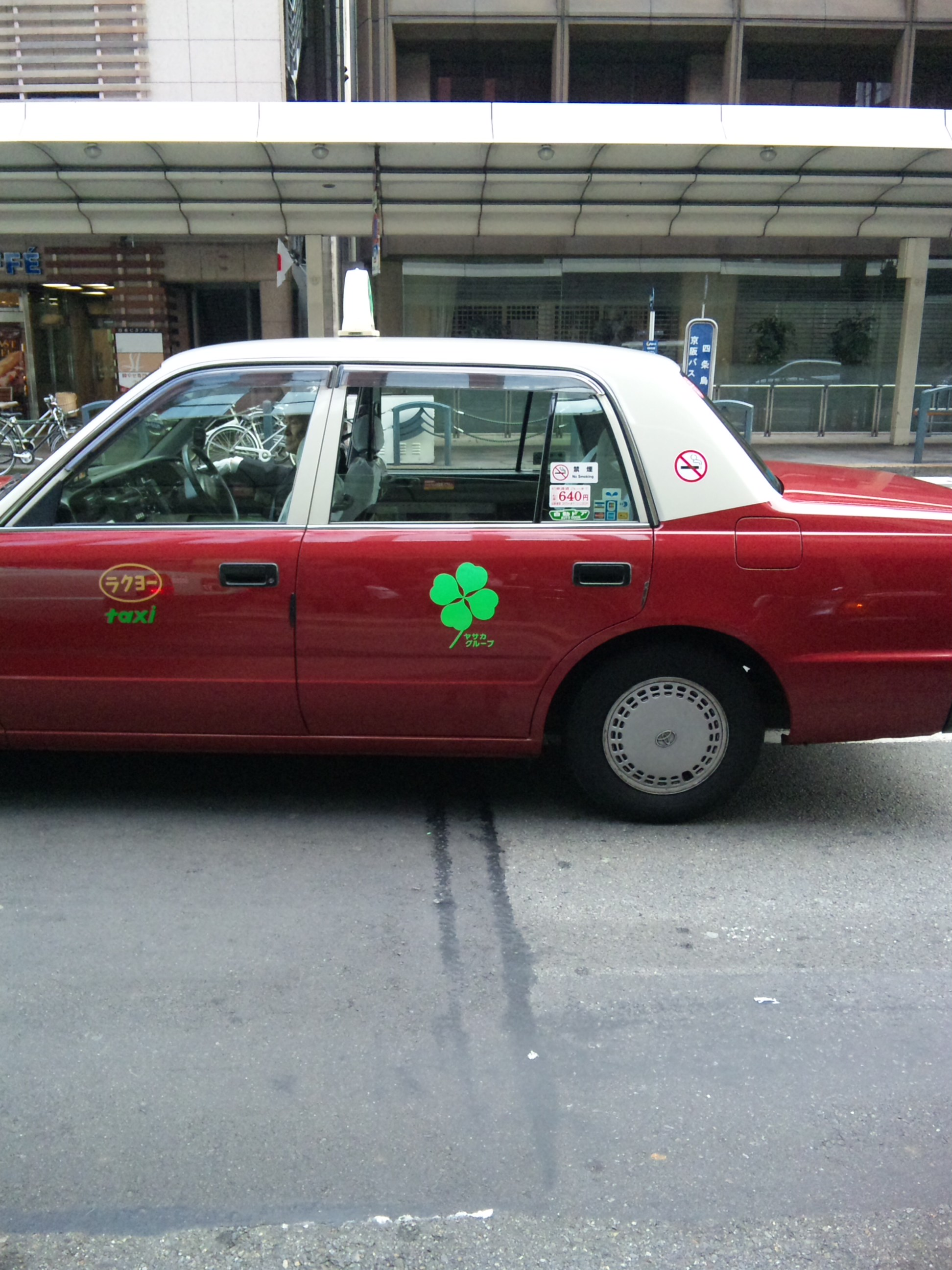
京都市内を走る四葉のタクシー

ヤサカタクシーは三つ葉のクローバーをシンボルマークとしているが、営業車1,400台の内4台（うち1台はグループ会社車両）のみ、クローバーのマークが四つ葉になっている。 「三つ葉のマークに落ち葉がくっついて、まるで四つ葉のクローバーのように見えた」という利用者の投書により、2002年（平成14年）9月に導入された。
四つ葉タクシーは、予約は受け付けず、流し専門のタクシーである。乗車すると「記念乗車証」をもらえる。この四つ葉のタクシーは、幸運のタクシーとされている。
四つ葉タクシーは、アーティストとのコラボキャンペーンも展開されたことがある（→ヤサカグループ#イベント・コラボレーションを参照）。

### テナントビル・貸し会議室
1977年（昭和52年）に「ヤサカ祇園ビル」が竣工、賃貸ビル不動産事業に進出。京都市内に複数のテナントビルを持つ。
また、「ヤサカ四条烏丸ビル」にて貸会議室を運営する。